# Thiotrichaceae
Thiotrichaceae é uma família de bactérias gram-negativas do filo Proteobacteria.

## Gêneros
- Achromatium
- Beggiatoa
- Leucothrix
- Macromonas
- Thiobacterium
- Thiomargarita
- Thioploca
- Thiospira
- Thiothrix